# جام در جام اروپا ۶۵–۱۹۶۴
جام در جام اروپا ۶۵–۱۹۶۴، پنجمین دوره از مسابقات فوتبال جام برندگان جام اروپا بود. تیم‌های وستهام یونایتد و مونیخ ۱۸۶۰، دیدار فینال را در ومبلی برگزار کردند. این مسابقه که در تاریخ ۱۹ مه ۱۹۶۵ انجام شده‌است با نتیجه ۲ بر ۰ به سود تیم وستهام یونایتد به پایان رسید.

## مرحله اول
| تیم #۱                            | در مجموع. | تیم #۲                            | دور رفت                | دور برگشت             | پلی‌آف                             |
| --------------------------------- | --------- | --------------------------------- | ---------------------- | --------------------- | --------------------------------- |
| PFC Slavia Sofia                  | 3–1       | Cork Celtic                       | 1–1 (گزارش) (گزارش ۲)  | 2–0 (گزارش) (گزارش ۲) |                                   |
| باشگاه فوتبال لوزان-اسپورت        | 2–1       | باشگاه فوتبال بوداپست هونود       | 2–0 (گزارش) (گزارش ۲)  | 0–1 (گزارش) (گزارش ۲) |                                   |
| باشگاه فوتبال خنت                 | 1–2       | باشگاه فوتبال وستهام یونایتد      | 0–1 (گزارش) (گزارش ۲)  | 1–1 (گزارش) (گزارش ۲) |                                   |
| باشگاه فوتبال اسپارتا پراگ        | 16–0      | باشگاه فوتبال آنورتوسیس فاماگوستا | 10–0 (گزارش) (گزارش ۲) | 6–0 (گزارش) (گزارش ۲) |                                   |
| باشگاه فوتبال داندی               | Bye       |                                   | –                      | –                     |                                   |
| باشگاه فوتبال والتا               | 1–8       | باشگاه فوتبال رئال ساراگوسا       | 0–3 (گزارش) (گزارش ۲)  | 1–5 (گزارش) (گزارش ۲) |                                   |
| باشگاه فوتبال اسپورتینگ پرتغال    | Bye       |                                   | –                      | –                     |                                   |
| باشگاه فوتبال اسبیرگ              | 0–1       | باشگاه فوتبال کاردیف سیتی         | 0–0 (گزارش) (گزارش ۲)  | 0–1 (گزارش) (گزارش ۲) |                                   |
| Skeid Fotball                     | 1–2       | باشگاه فوتبال هاکا                | 1–0 (گزارش) (گزارش ۲)  | 0–2 (گزارش) (گزارش ۲) |                                   |
| باشگاه فوتبال تورینو              | 5–3       | باشگاه فوتبال فورتونا سیتارد      | 3–1 (گزارش) (گزارش ۲)  | 2–2 (گزارش) (گزارش ۲) |                                   |
| باشگاه فوتبال استوا بخارست        | 5–0       | Derry City F.C.                   | 3–0 (گزارش) (گزارش ۲)  | 2–0 (گزارش) (گزارش ۲) |                                   |
| باشگاه فوتبال آ. ا. ک آتن         | 2–3       | باشگاه فوتبال دینامو زاگرب        | 2–0 (گزارش) (گزارش ۲)  | 0–3 (گزارش) (گزارش ۲) |                                   |
| باشگاه فوتبال آدمیرا واکر مودلینگ | 1–4       | باشگاه فوتبال لگیا ورشو           | 1–3 (گزارش) (گزارش ۲)  | 0–1 (گزارش) (گزارش ۲) |                                   |
| باشگاه فوتبال ماگدبورگ ۱          | 2–2       | باشگاه فوتبال گالاتاسرای          | 1–1 (گزارش) (گزارش ۲)  | 1–1 (گزارش) (گزارش ۲) | 1–1 (شیر یا خط) (گزارش) (گزارش ۲) |
| باشگاه فوتبال پورتو               | 4–0       | باشگاه فوتبال المپیک لیون         | 3–0 (گزارش) (گزارش ۲)  | 1–0 (گزارش) (گزارش ۲) |                                   |
| US Luxembourg                     | 0–10      | باشگاه فوتبال مونیخ ۱۸۶۰          | 0–4 (گزارش) (گزارش ۲)  | 0–6 (گزارش) (گزارش ۲) |                                   |

## مرحله دوم
| تیم #۱                         | در مجموع. | تیم #۲                      | دور رفت               | دور برگشت             | پلی‌آف                 |
| ------------------------------ | --------- | --------------------------- | --------------------- | --------------------- | --------------------- |
| PFC Slavia Sofia               | 2–2       | باشگاه فوتبال لوزان-اسپورت  | 1–0 (گزارش) (گزارش ۲) | 1–2 (گزارش) (گزارش ۲  | 2–3 (گزارش) (گزارش ۲) |
| باشگاه فوتبال وستهام یونایتد   | 3–2       | باشگاه فوتبال اسپارتا پراگ  | 2–0 (گزارش) (گزارش ۲) | 1–2 (گزارش) (گزارش ۲) |                       |
| باشگاه فوتبال داندی            | 3–4       | باشگاه فوتبال رئال ساراگوسا | 2–2 (گزارش) (گزارش ۲) | 1–2 (گزارش) (گزارش ۲) |                       |
| باشگاه فوتبال اسپورتینگ پرتغال | 1–2       | باشگاه فوتبال کاردیف سیتی   | 1–2 (گزارش) (گزارش ۲) | 0–0 (گزارش) (گزارش ۲) |                       |
| باشگاه فوتبال هاکا             | 0–6       | باشگاه فوتبال تورینو        | 0–1 (گزارش) (گزارش ۲) | 0–5 (گزارش) (گزارش ۲) |                       |
| باشگاه فوتبال استوا بخارست     | 1–5       | باشگاه فوتبال دینامو زاگرب  | 1–3 (گزارش) (گزارش ۲) | 0–2 (گزارش) (گزارش ۲) |                       |
| باشگاه فوتبال لگیا ورشو        | 2–2       | باشگاه فوتبال گالاتاسرای    | 2–1 (گزارش) (گزارش ۲) | 0–1 (گزارش) (گزارش ۲) | 1–0 (گزارش) (گزارش ۲) |
| باشگاه فوتبال پورتو            | 1–2       | باشگاه فوتبال مونیخ ۱۸۶۰    | 0–1 (گزارش) (گزارش ۲) | 1–1 (گزارش) (گزارش ۲) |                       |

## یک‌چهارم نهایی
| تیم #۱                      | در مجموع. | تیم #۲                       | دور رفت               | دور برگشت             |
| --------------------------- | --------- | ---------------------------- | --------------------- | --------------------- |
| باشگاه فوتبال لوزان-اسپورت  | 4–6       | باشگاه فوتبال وستهام یونایتد | 1–2 (گزارش) (گزارش ۲) | 3–4 (گزارش) (گزارش ۲) |
| باشگاه فوتبال رئال ساراگوسا | 3–2       | باشگاه فوتبال کاردیف سیتی    | 2–2 (گزارش) (گزارش ۲) | 1–0 (گزارش) (گزارش ۲) |
| باشگاه فوتبال تورینو        | 3–2       | باشگاه فوتبال دینامو زاگرب   | 1–1 (گزارش) (گزارش ۲) | 2–1 (گزارش) (گزارش ۲) |
| باشگاه فوتبال لگیا ورشو     | 0–4       | باشگاه فوتبال مونیخ ۱۸۶۰     | 0–4 (گزارش) (گزارش ۲) | 0–0 (گزارش) (گزارش ۲) |

## نیمه‌نهایی
| تیم #۱                       | در مجموع. | تیم #۲                      | دور رفت | دور برگشت | پلی‌آف |
| ---------------------------- | --------- | --------------------------- | ------- | --------- | ----- |
| باشگاه فوتبال وستهام یونایتد | 3–2       | باشگاه فوتبال رئال ساراگوسا | 2–1     | 1–1       |       |
| باشگاه فوتبال تورینو         | 3–3       | باشگاه فوتبال مونیخ ۱۸۶۰    | 2–0     | 1–3       | 0–2   |

## فینال
| باشگاه فوتبال وستهام یونایتد | ۲–۰           | باشگاه فوتبال مونیخ ۱۸۶۰ |
| ---------------------------- | ------------- | ------------------------ |
| Sealey ۷۰'، ۷۲'              | گزارش گزارش ۲ |                          |